# پوپووتسه
پوپووتسه (به صربی: Popovce) یک منطقهٔ مسکونی در صربستان است که در لبانه واقع شده‌است. پوپووتسه ۳۷۹ نفر جمعیت دارد.